# NGC 3163
NGC 3163 je galaksija u zviježđu Malom lavu.

## Vanjske poveznice
- SEDS: NGC 3163